# Tony Bell (physicien)
Pour les articles homonymes, voir Bell.
Anthony Raymond Bell est professeur de physique à l'Université d'Oxford  et au laboratoire Rutherford Appleton. Il est chercheur principal au Somerville College d'Oxford.

## Éducation
Bell fait ses études à l'Université de Cambridge où il obtient un doctorat en radioastronomie en 1977 pour ses recherches sur les restes de supernova.

## Carrière et recherche
Après son doctorat, Bell travaille sur le traitement du signal radar avec Marconi Electronic Systems avant de rejoindre le Central Laser Facility en tant que théoricien du laser-plasma. En 1985, il est nommé chargé de cours à l'Imperial College de Londres. En 2007, après deux ans passés au sein de l'Église méthodiste, il est nommé conjointement au laboratoire Clarendon et au Central Laser Facility.
Les recherches de Bell portent sur la physique des plasmas. Il écrit l'un des quatre articles indépendants proposant la théorie de l'accélération des rayons cosmiques par les chocs,,,. Il montre à quel point un champ magnétique puissant est généré lors de l'accélération des particules et comment il permet l'accélération des rayons cosmiques à haute énergie. Il initie la théorie du transport non local du flux de chaleur dans la fusion par confinement inertiel, explique la collimation des électrons énergétiques produits par laser par un champ magnétique généré de manière résistive et, avec John G. Kirk, démontre la possibilité de la production de paires électron - positon dans l' interaction laser-plasma de haute intensité.
Bell reçoit la médaille Fred Hoyle 2014 et le prix de l'Institute of Physics « pour avoir élucidé l'origine et l'impact des rayons cosmiques et pour ses contributions fondamentales au transport d'énergie électronique dans les plasmas de laboratoire ». En 2016, il reçoit la médaille Eddington de la Royal Astronomical Society pour « son développement de la théorie de l'accélération des particules chargées en astrophysique, connue sous le nom d'accélération de choc diffusif ». Il est élu Fellow de la Royal Society (FRS) en 2017.